# Gävle Teater

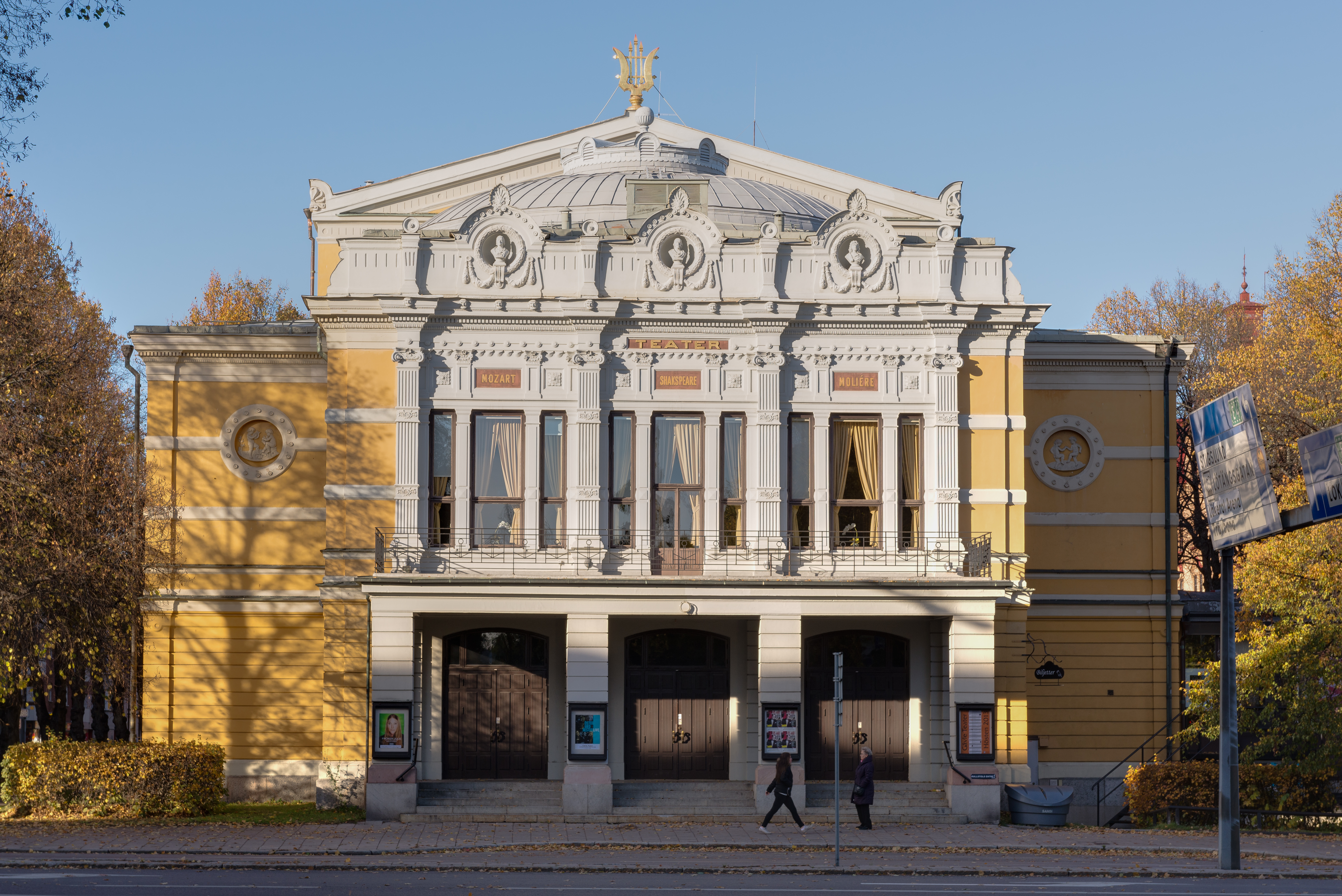
Teatern i oktober 2013

Gävle Teater uppfördes 1876-1878 efter ritningar av Axel Fredrik Nyström, efter att Spektakelhuset (stadens tidigare teater) förstörts i den stora stadsbranden 1869. 
Arkitekten Nyström utsågs genom en tävling där ytterligare två arkitekter (Frans Gustaf Abraham Dahl och Ernst Jacobsson) lämnade in bidrag. Arkitektoniskt är byggnaden inspirerad av Parisoperan och är inte helt olik Kungliga Operan i Stockholm som skulle komma att invigas 20 år senare. Fasaden är prydd med byster av Shakespeare, Molière och Mozart.
Under 1900-talet gjordes flera förändringar av teaterns interiör. 1983 utfördes en stor tillbyggnad, ritad av Hidemark och Månssons Arkitektkontor gm Göran Månsson, Marianne Dahlbäck och Lars Bjursten, på teaterns norrsida där Gävle Folkteaters lokaler inrymdes. I samband med om- och tillbyggnaden påbörjades en stor renovering med syfte att återställa teaterns publikutrymmen i originalskick. Ett år senare kunde teatern återinvigas. För ombyggnaden och renoveringen belönades teatern med 1984 års Kasper Salin-pris.

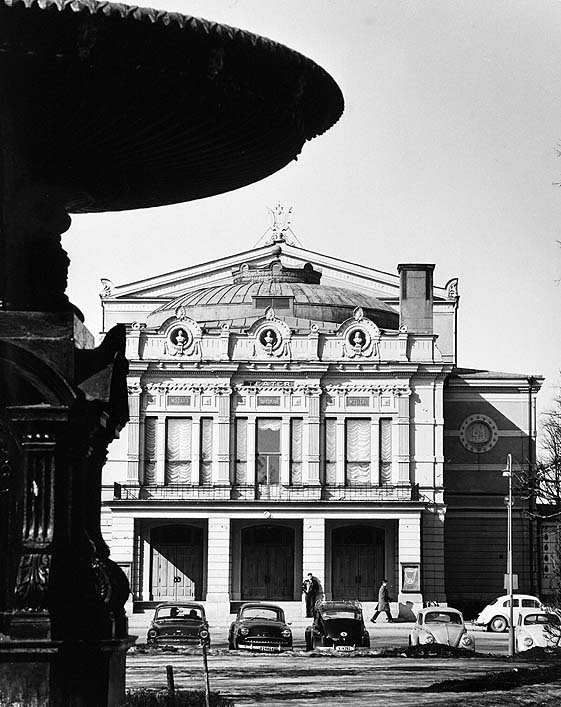
Teatern, från 1960-talets början. Fotografi av Pål-Nils Nilsson.

Teatern var länge en av scenerna för dåvarande Uppsala-Gävle Stadsteater. Idag fungerar teatern framför allt som gästspelsscen, inte minst för Riksteaterns föreställningar.

## Bakgrund
Gävle teater invigdes den 13 februari 1878. En av de offentliga byggnader som verkligen var viktigt att låta uppföra för stadens borgerskap var en teater. Man ska då ha i åtanke att teatern var en plats där samhällets över- och medelklass kunde mötas, umgås och visa upp sig. Teatern var oerhört viktig i det sociala livet och det ingick i en borgerlig kultursfär att gå på teatern flera gånger om året. De senaste föreställningarna diskuterades och i tidningar skrevs det nästan varje dag något om teatern. 
Den nya teatern i Gävle blev mycket modern för sin tid. Om äldre tiders teatrar hade gjort allt för dölja själva teaterverksamheten bakom eleganta fasader, förhöll det sig tvärtom med många nybyggda teatrar mot slutet av 1800-talet. Det skulle synas att det var en teater och Gävle teater är ett bra exempel på detta. Utifrån ser man direkt det runda taket över salongen och där bakom det upphöjda partiet över scenen, högt för att man skulle kunna hissa upp målade fonder och kulisser. Byggnaden består också av olika delar, nästan som block, där interiör och exteriör följer varandra. 
Musikföreningen NT (troligen Nya Teatern) tog 1875 på sig uppdraget att påbörja arbetet med en ny teaterbyggnad i Gävle och grundade Gefle Teaterhus Aktiebolag. Den ursprungliga tanken verkar ha haft siktet inställt på en mindre byggnad, men så småningom övergick planerna till att uppföra en större teater, en byggnad som anstod ”Gefle stads teaterälskande allmänhet”. Beloppet som behövde erhållas var 150 000 kronor och Gävle stad hade gratis upplåtit en tomt på den nya Rådhusesplanaden.
Året därpå, 1876, kunde en arkitekttävling utlysas och tre arkitekter skickade in sina förslag, Ernst Jacobsson, Frans Gustaf Abraham Dahl och Axel Fredrik Nyström. Det var den senare, Nyström, som avgick med segern och kunde motta en ersättning på 500 kronor.

## Teaterbyggnaden
Nyströms ritningar anlände till Gävle i april 1876 och två år senare stod teatern färdig. En trolig förebild för salongen var den nybyggda Nya Teatern på Blasieholmen i Stockholm. Denna teaters arkitekt var Ernst Jacobsson som hade varit en av de som skickat in tävlingsbidrag till Gävle teater. Till exteriören hade Nyström hämtat inspiration från den vid denna tid största och mest imponerande av alla Europas teaterbyggnader, nämligen Operan i Paris. Jämförelsen må få oss att häpna, men Gävle teater är faktiskt en liten avlägsen släkting till Charles Garniers operahus.
Idag är teatern gul, men dess ursprungliga färg var vit eller ljust grå. Vid entrén ledde tre portar in till en vestibul.
Ovanför fönstren på balkongen står det "Mozart", "Shakspeare" och "Moliére".

## Salongen
För en stad av Gävles storlek var salongen stor. Där fanns plats för 632 åskådare. Det som vi idag kallar parkett brukade vid denna tid benämnas amfiteater. På dess sidor fanns sex så kallade parkettloger och de bästa och dyraste biljetterna fann man här. Ju högre upp i teatern man kom desto billigare blev det. Dels såg och hörde man sämre där, dels kunde upplevelsen störas av os och olidlig värme. På de enklare platserna fick åskådarna sitta på träbänkar medan större bekvämlighet rådde på de i golvet fastskruvade rottingstolarna på parkett och i loger.

## Foajéer
Klasskillnaderna markerades inte bara genom sittplatser utan även i pauserna. I anslutning till parkett och första raden låg foajén, eller foyern som man gärna stavade det vid tiden. Den var vackert målad i renässansstil och rikligt dekorerad. Några scenkonstnärers namn stod inskrivna på pilastrarna och detta är den enda plats i teatern där ett fåtal kvinnor synliggörs. Christina Nilsson, Jenny Lind, Elise Hwasser och Emilie Högqvist är några av namnen. I övrigt är teaterns byggnadshistoria och utseende helt präglad av män. 
Den ovan beskrivna foajén var avsedd för den ”bättre” publiken. Andra radens åskådare hade sin egen betydligt enklare servering. Norrlands Posten gör det klart och tydligt att den var ”inredd för en publik, som ej har allt för stora anspråk på lyx och bekvämlighet.” Genom några små öppningar i väggen kunde de mindre bemedlade ändå ta del av prakten nere i stora foajén. 

## Gasljus och brandsäkerhet
Gävle teater upplystes av gasljus och redan på trappan utanför vestibulen stod två stora gaskandelabrar. I salongens tak hängde en stor glaskrona som upplystes av inte mindre än 96 gaslågor. Scenen belystes av ramper som hängde i taket mellan de målade fonderna. Längst fram på scenen fanns en golvramp och med hjälp av färgade glas kunde även grönt och rött ljus frambringas. Ljuset styrdes från en gasregulator som låg placerad under scengolvet, på vänster sida från salongen sett. Vi får föreställa oss hur ett svagt sus från gasen ständigt hördes i salongen.
De öppna lågorna var nödvändiga, men också farliga. Innan elektriciteten slog igenom var teaterbränder inte ovanliga och många gånger fick de katastrofala följder med många döda. Brandsäkerhet blev därför allt viktigare och Gävle teater följde de senaste riktlinjerna. Det fanns brandposter med slangar i salongen, i de övriga publika utrymmena och på scenen. Den senare hade särskilda duschmunstycken för att man skulle kunna släcka eventuella bränder som uppstod i skådespelarnas kläder. Betänk kombinationen av golvrampen längst fram på scenen och fotsida dräkter som svepte över lågorna. Det var inte alls ovanligt att kostymerna fattade eld. 

## Invigningen 13 februari 1878
Det var en mycket stor begivenhet när Gävle teater invigdes onsdagen den 13 februari 1878. Invigningsföreställningen var Don Cesar de Bazano, ett skådespel i 5 akter av Dumanoir (pseudonym för Philippe Francois Pinel och  Adolphe d´Ennery). Pjäsen hade utgivits redan 1844 och spelats i Stockholm samma år, så många i publiken kände antagligen redan till den. Det var ett resande teatersällskap under ledning av teaterdirektör David Ludvig Otterström som ansvarade för teaterns repertoar under de första månaderna. 
Pjäsen är en dramatisk komedi och utspelar sig i 1500-talets Madrid. Handlingen är i all korthet: Don Cesar är en utfattig adelsman som inte tar livet på alltför stort allvar. Han utmanar en man på duell, men eftersom detta är förbjudet, döms Don Cesar till döden. Skurken, Don José, ser till att Don Cesar innan han avrättas gifter sig med gatusångerskan Maritana. De ser dock inte varandra och vet alltså inte vem de har gift sig med. Gatusångerskan har emellertid i och med äktenskapet blivit adlig och snart änka då hennes ”make” blir avrättad med några skarpa skott – tror man. Don Cesar har naturligtvis överlevt. Anledningen till skenäktenskapet var att gatusångerskan Maritana skulle kunna bli älskarinna till kungen, Carlos II av Spanien. Så hade i alla fall skurken tänkt ut det. Istället slutar det med att Don Cesar och Maritana ser varandra på riktigt och blir förälskade, praktiskt eftersom de redan är gifta. Kungen avstår från att vara otrogen och Don José, som hade tänkt inleda en affär med drottningen, blir dödad av Don Cesar. 
Biljetterna till premiären var mycket dyra, mellan tio och femton kronor. Några personer hade därtill betalat uppemot tusen kronor för dem, allt för att stödja teatern. 